# Мінський провулок (Київ)
Мі́нський прову́лок — провулок у Подільському районі міста Києва, місцевість Біличе поле. Пролягає від Рожевої вулиці до Гомельської вулиці.
Прилучаються Мінська вулиця та Гомельський провулок.

## Історія
Провулок виник в першій половині XX століття під назвою 124-та Нова вулиця. З 1944 року набув назву Мала вулиця. Сучасна назва — з 1955 року, на честь білоруського міста Мінськ.